# Celui qui chante (chanson)
Singles de Michel Berger
La Groupie du pianiste
(1980) Mademoiselle Chang
(1981)
Pour la compilation de Michel Berger, voir Celui qui chante.
Celui qui chante est une chanson de Michel Berger, enregistrée pour son album Beauséjour sorti en 1980 et éditée la même année en single, comme second extrait de cet album.
Autoportrait de l’artiste dans lequel il y évoque le pouvoir cathartique des chansons et le morceau, Celui qui chante sort en single au moment où Michel Berger connaît son premier vrai tube avec La Groupie du pianiste et fait ses débuts sur scène au Théâtre des Champs-Élysées durant une semaine à l'été 1980.
Sans pour autant connaître le même succès que La Groupie du pianiste avec dix semaines de présence dans les charts, où il entre la semaine du 28 septembre 1980, Celui qui chante deviendra un classique de son répertoire et donnera son nom au best-of sorti en 1994.

## Classement hebdomadaire
| Classement (1980) | Meilleure place |
| ----------------- | --------------- |
| France (IFOP)     | 23              |